# Rafael Palau
Rafael Eduardo Palau Salazar (Manizales, Caldas, 19 de marzo de 1968) es un ingeniero civil y político colombiano. En las elecciones legislativas de 2014 fue elegido Representante a la Cámara por el Valle del Cauca con el aval del Partido Social de Unidad Nacional con 23.766 votos.

## Biografía
Palau Salazar es exalcalde de Tuluá, y es políticamente fuerte en ese municipio y en el vecino Buga. Palau Hace parte del equipo político que dirige la Gobernadora del Valle Dilian Francisca Toro.
Palau fue Alcalde Tuluá desde el 1 de enero de 2008 hasta el 31 de enero de 2011, elegido con 22.145 votos, 6.510 más que su principal contrincante, el candidato del Partido Conservador Colombiano Gustavo Vélez Román. Antes había sido Concejal de Tuluá desde el 1 de enero de 2001 hasta el 31 de diciembre de 2002.

## Representante a la cámara
Como Congresista, ha sido autor de los siguientes proyectos de Ley:
- 150/2015 C- 135/15 S- “Por medio de la cual se promueve el empleo y el emprendimiento juvenil, se genera medidas para superar barreras de acceso al mercado de trabajo y se dictan otras disposiciones. [Empleo juvenil]”
- 39/2015 S- “Por medio del cual se categoriza al municipio de Santiago de Cali como distrito especial deportivo, cultural, turístico, empresarial y de servicios. [Cali como distrito especial deportivo, cultural, turístico, empresarial y de servicios]”
- 56/2015 C- “Por la cual se expide la Ley del Deporte. [Ley del deporte]”